# 畫意私情
《畫意私情》（英語：Girl with a Pearl Earring）是一部2003年英國與盧森堡合製的劇情片，由彼得·韋伯執導，史嘉蕾·喬韓森、哥連·費夫、汤姆·威尔金森及基利安·墨菲主演。
劇本由奧莉菲亞·希烈特執筆，改編自特蕾西·舍瓦利耶根據扬·弗美尔創作《戴珍珠耳環的少女》時的經歷而寫的傳記小說；片名及小說名均取自該畫的名字，而電影亦用了扬·弗美尔常用的明亮色彩拍攝。
《戴珍珠耳環的女孩》最後於2003年12月12日在北美上映，2004 年 1 月 16 日在英國上映，全球票房收入為3140萬美元。它獲得了大部分正面的評論，評論家普遍稱讚電影的視覺效果設計和演技，同時也質疑其故事元素。隨後這部電影被提名為十項英國電影學院獎、三項奧斯卡金像獎和兩項金球獎。

## 演員表
- 哥連·費夫 飾 扬·弗美尔
- 史嘉蕾·喬韓森 飾 赫里特（Griet）
- 汤姆·威尔金森 飾 皮特·范·雷芬（英语：Pieter_van_Ruijven）（Piet Van Ruijven）
- 茱蒂・帕菲特 飾 瑪麗亞·廷斯（英语：Maria_Thins）（Maria Thins）
- 基利安·墨菲（Cillian Murphy） 飾 彼得（Pieter）
- 艾絲·戴維斯 （Essie Davis） 飾 卡特琳娜·弗美尔（Catharina Vermeer）
- 喬安娜·史坎倫 (Joanna Scanlan) 飾 坦內克（Tanneke）
- 亞拉基娜·曼恩 (Alakina Mann) 飾 科內利亞·維梅爾（Cornelia Vermeer）
- 克里斯多福・麥克哈倫（英语：Christopher McHallem） (Joanna Scanlan) 飾 赫里特的父親（Griet's Father）
- 加布里埃爾·雷迪 (Gabrielle Reidy) 飾 赫里特的母親（Griet's Mother）
- 羅洛·威克斯 (Rollo Weeks) 飾 弗蘭斯（Frans）
- 安娜·帕普威爾 飾 瑪格（Maertge）
- 傑夫·貝爾 (Geoff Bell) 飾 屠夫保羅（Paul The Butcher）
- 約翰·麥克埃尼 (John McEnery ) 飾 藥劑師（Apothecary）

## 提名與獲獎

### 獲獎
- 2003年 - 电影图像Camerimage—铜蛙奖Bronze Frog - 爱德华多·塞拉（Eduardo Serra）
- 2003年 - 迪纳尔不列颠电影节（Dinard British Film Festival）—最受觀眾歡迎獎（Audience Award） - 彼得·韋伯（英语：Peter Webber）
- 2003年 - 迪纳尔不列颠电影节—金希区柯克獎（Golden Hitchcock） - 彼得·韋伯
- 2003年 - 聖地亚哥影評人協會獎（San Diego Film Critics Society Award）—最佳攝影獎 - 爱德华多·塞拉
- 2003年 - 圣塞巴斯蒂安國際電影節（San Sebastián International Film Festival）—最佳攝影獎 - 爱德华多·塞拉
- 2003年 - C.I.C.A.E.獎 - 彼得·韋伯
- 2004年 - 洛杉磯影評人協會獎—最佳攝影獎 - 爱德华多·塞拉

### 提名
- 奧斯卡金像獎：最佳美術指導獎 (Ben van Os)、最佳攝影獎 (爱德华多·塞拉), 最佳服裝設計獎 (Dien van Straalen)
- BAFTA：最佳英國電影獎、最佳配樂獎（亞歷山大·德斯普拉）、最佳攝影獎 (爱德华多·塞拉)、最佳服裝設計獎](Dien van Straalen), 最佳化妝或髮型獎 (Jenny Shircore), 最佳女主角獎 (斯佳麗·約翰遜), 最佳女配角獎 (Judy Parfitt), 最佳美術指導獎 (Ben van Os), 最佳改編劇本獎(奧莉菲亞·希烈特), (卡爾·福門), (彼得·韋伯)
- 英國獨立電影獎：最佳女主角 (斯佳麗·約翰遜)
- 芝加哥影評人協會：最佳攝影獎 (爱德华多·塞拉)
- 金球獎：最佳劇情片女主角獎 (斯佳麗·約翰遜), 最佳配樂 (亞歷山大·德斯普拉)
- 倫敦影評人圈電影獎（London Critics Circle Film Awards）：最佳女主角獎 (斯佳麗·約翰遜)

## 參註
1. ↑  Delesse, Olivier. . Dinard British Film Festival (FilmFestivals.com). 2002 October 3-6  [2010-05-15]. （原始内容存档于2008-12-12）.

## 外部連結
- 畫意私情
- AllMovie上《畫意私情》的资料（英文）
- 互联网电影数据库（IMDb）上《畫意私情》的资料（英文）
- 爛番茄上《畫意私情》的資料（英文）
- 豆瓣电影上《畫意私情》的資料 （简体中文）